# ينغجة (عباس الغربي)
ینغجة (بالفارسية: ینگجه) هي منطقة سكنية تقع في إيران في قسم عباس الغربي الريفي. يقدر عدد سكانها بـ 347 نسمة .